# Aria (compositie)
Een aria (meervoud aria's) is oorspronkelijk een gezongen expressieve melodie die gewoonlijk, maar niet altijd, door één zanger wordt uitgevoerd. In dit artikel worden enkele aan de aria gerelateerde termen uitgelegd.

## Verwante termen
- De term aria betekent nu vrijwel uitsluitend een compositie met aanwijsbaar begin en eind voor één stem met gewoonlijk orkestbegeleiding. Meestal is dat dan een onderdeel van een opera; maar er zijn vele voorbeelden van aria's die een onderdeel zijn van een cantate of een oratorium. De tekst van een aria is vaak beschouwend: een (vaak niet nader genoemde) commentator bezingt zijn of haar reflectie op het thema van het muziekstuk.
- Een arioso is ook een expressieve melodie (meestal voor zanger). Maar hier gaat een om een melodieuze passage als onderdeel van een recitatief: er is geen sprake van een door duidelijk begin of eind gemarkeerde muzikale vorm.
- Een concertaria is een als los staand stuk gemaakte compositie. Daar is de aria geen deel meer van een grotere compositie. Voorbeelden: "Ah Perfido" van Beethoven, en een aantal concertaria's van Mozart.
- Een arietta is een korte aria.
- Een voorbeeld van een instrumentale aria vinden we in Bachs Goldbergvariaties.

## Ontstaan
Aria dateert als (Italiaanse) term uit de 14e eeuw en betekende toen een bepaalde stijl of manier van spelen (denk aan het Nederlandse "een air hebben", een bepaalde houding hebben). (De term is ontleend aan het Latijnse aer: lucht, atmosfeer.) Oorspronkelijk kon de term het ook op een instrumentaal stuk betrekking hebben. Men sprak bijvoorbeeld van "per intendere l'aere Veneziano" (dus op de Venetiaanse wijze).
De ontwikkeling van de aria als stijl van zingen is nauw verwant aan die van de monodie en het madrigaal in Florence (Camerata fiorentina) met als belangrijk hoogtepunt de muziek van Monteverdi.
Allengs in de 16e eeuw beperkte het begrip aria zich tot zang. En in de loop van de 17e tot en met de 19e eeuw werd de aria het voornaamste expressiemiddel van operazangers.

## Termen vroege opera
In de 17e en 18e eeuw ontwikkelden zich vaste vormen, die in de 18e eeuw de - voor de toenmalige Barok kenmerkende - opera seria (bijvoorbeeld Händel) domineerden:
- Da Capo aria Een ABA vorm: na een middenstuk werd het begincouplet herhaald (het gaat vaak om (4-regelige) kwatrijnen of 8-regelige stanzen). Ook de variatie binnen dat schema had standaarden, zoals het invoegen van ritornellen en cadensen op het eind van de coupletten, alsook het van extra versieringen voorzien van de herhaling (het slotcouplet) De vorm kon door invoegen van ritornellen en opsplitsen van A en B zeer complex worden: bijvoorbeeld RARA'RBRARA'R.
- Dal segno aria Voor het dramatisch effect liet men vanaf het midden van de 18e eeuw het begin van de herhaling weg: bijvoorbeeld RARA'RB ARA. Dit gaf een aanzienlijke bekorting van de herhaling. Het betekende ook een inperking voor het "virtuozendom" (castraten).
- Doorgecomponeerde aria Vanaf 1770 kreeg de herhaling van het begincouplet een nieuw gecomponeerde eigen begeleiding en vorm. Daarmee was de muziek doorlopend gecomponeerd: geen korte pauze alvorens te herhalen en de mogelijkheid de herhaling in een nieuwe toonsoort (verkort) te herhalen. Voorbeelden hiervan vindt men bij onder anderen Haydn en Mozart.

Vanaf ongeveer 1780 werd het aantal lange aria's drastisch verminderd; meestal beperkte dat fenomeen zich tot de eerste akte. Met name bij de komische opera's verdween de Da Capo herhaling van de openingscoupletten volledig. Hiervoor waren duidelijke dramaturgische overwegingen: het naar een herhaling luisteren terwijl de (komische) handeling stagneert, is saai. 
Dit vereiste variaties in tempo binnen de aria. De tweedelige vorm bestond uit:
- tempo de mezzo een langzaam (andante) recitatief-achtig deel, afgewisseld met snellere recitatief-gedeelten en ten slotte:
- een snelle finale sectie (waaruit zich in de 19e eeuw de cabaletta zou ontwikkelen.

Overigens waren er aan het eind van de 18e eeuw ook nog steeds Da Capo-aria's in komische opera's (als bij de opera seria). Maar meestal betroffen die de niet-komische rollen.

## Termen 19e eeuw

### Italië
In deze tijd kwam de vocale virtuositeit weer centraal te staan. De aria glorieerde in zijn tweeledige vorm: een langzaam expressief stuk dat na een half slotakkoord overging in een snel briljant stuk. Ofwel een cantabile en een cabaletta.
- Cantabile en cabaletta werden aanvankelijk gescheiden door een (instrumentaal) tussenstuk; later plaatste men tussen cantabile en cabaletta handeling en recitatief (vaak met ariosogedeelten). Met name aan het einde van het cantabile werd een cadenza geplaatst. Na een tempo di mezzo volgde dan - de melodie geanticipeerd door het orkest- de cabaletta.
- Deze complete vorm (cantabile-recitatief-cabaletta) heet een scena.

Deze vorm de scena is typisch voor Rossini, Bellini, Donizetti en de (vroege) Verdi. Naast de solist fungeren in de scena vaak ook het koor (met name in de cabaletta') of solo-blazers.
Na 1850 werd bij Verdi deze tweeledige vorm steeds meer los gelaten. Langzaam verdween de cabaletta: steeds meer bestond de aria uit één qua sfeer en tempo gelijkvormig stuk, dan wel een stuk met bijvoorbeeld een drieledige opbouw met de expressie van bijvoorbeeld drie verschillende sentimenten.
Bij Puccini volgde de aria de tekst zo volledig dat men nauwelijks meer van aria's in klassieke zin kan spreken, gezien het ontbreken van een duidelijk begin en einde. De conventionele vorm verdween daarmee.

## Andere vormen operalied
Eendelige aria's
- Ballade: Verhalend, vaak strofen, verder geen vaste vorm. Hoort bij de romantiek
- Barcarolle: Venetiaans gondelierslied.
- Canzonetta: Lied of liedje (Bv Cherubino in de Nozze di Figaro)
- Cavatina: Korte aria in één deel in tegenstelling tot de twee of drieledige vorm
- Romance: Eendelige aria van vaak verhalend karakter
- Sortita: De entree aria van de solist
- Stretta: Snel tweede deel van de aria, net als de cabaletta, maar wel martialer

## Bron
- Groves dictionary of Opera
- Leo Riemens Groot Opera Boek